# Temporada 1964-65 de l'NBA
La temporada 1964-65 de l'NBA fou la 19a en la història de l'NBA. Boston Celtics fou el campió després de guanyar a Los Angeles Lakers per 4-1. Aquest seria el setè dels vuit anells consecutius que aconseguirien els Celtics.

## Classificacions
- Divisió Est

| Equip              | V  | D  | %V   | P  |
| ------------------ | -- | -- | ---- | -- |
| Boston Celtics C   | 62 | 18 | ,775 | -  |
| Cincinnati Royals  | 48 | 32 | ,600 | 14 |
| Philadelphia 76ers | 40 | 40 | ,500 | 22 |
| New York Knicks    | 31 | 49 | ,388 | 31 |

- Divisió Oest

| Equip                  | V  | D  | %V   | P  |
| ---------------------- | -- | -- | ---- | -- |
| Los Angeles Lakers     | 49 | 31 | ,613 | -  |
| St. Louis Hawks        | 45 | 35 | ,563 | 4  |
| Baltimore Bullets      | 37 | 43 | ,463 | 12 |
| Detroit Pistons        | 31 | 49 | ,388 | 18 |
| San Francisco Warriors | 17 | 63 | ,213 | 32 |

* V: Victòries
* D: Derrotes
* %V: Percentatge de victòries
* P: Diferència de partits respecte al primer lloc
* C: Campió

## Estadístiques
| Categoria                   | Jugador          | Equip                                     | Mitjana/% |
| --------------------------- | ---------------- | ----------------------------------------- | --------- |
| Punts per partit            | Wilt Chamberlain | San Francisco Warriors/Philadelphia 76ers | 34,7      |
| Rebots per partit           | Bill Russell     | Boston Celtics                            | 24,1      |
| Assistències per partit     | Oscar Robertson  | Cincinnati Royals                         | 11,5      |
| Percentatge de tirs de camp | Wilt Chamberlain | San Francisco Warriors/Philadelphia 76ers | 51,0      |
| Percentatge de tirs lliures | Larry Costello   | Philadelphia 76ers                        | 87,7      |

## Premis
- MVP de la temporada
  -  Bill Russell (Boston Celtics)

- Rookie de l'any
  -  Willis Reed (New York Knicks)

- Entrenador de l'any
  -  Red Auerbach (Boston Celtics)

- Primer quintet de la temporada
  - Elgin Baylor, Los Angeles Lakers
  - Oscar Robertson, Cincinnati Royals
  - Jerry West, Los Angeles Lakers
  - Bill Russell, Boston Celtics
  - Jerry Lucas, Cincinnati Royals

- Segon quintet de la temporada
  - Hal Greer, Philadelphia 76ers
  - Bob Pettit, St. Louis Hawks
  - Wilt Chamberlain, San Francisco Warriors/Philadelphia 76ers
  - Gus Johnson, Baltimore Bullets
  - Sam Jones, Boston Celtics

- Millor quintet de rookies
  - Jim Barnes, New York Knicks
  - Willis Reed, New York Knicks
  - Wali Jones, Baltimore Bullets
  - Howard Komives, New York Knicks
  - Joe Caldwell, Detroit Pistons
  - Lucious Jackson, Philadelphia 76ers